# Arcadio Severino García
Arcadio Severino García (fallecido el 4 de abril de 1871) fue un político y revolucionario cubano del siglo XIX.

## Biografía
Nació en Sancti Spíritus, pero vivió la mayor parte de su vida en la ciudad de Santa Clara. Soñaba con estudiar medicina, pero ante la imposibilidad de eso, estudio farmacia de manera autodidacta y estableció su propio negocio.
Se alzó contra el colonialismo español el 6 de febrero de 1869, junto al resto de sus compañeros. Fue diputado por Las Villas a la Asamblea de Guáimaro.
Tras la asamblea, Arcadio Severino García fue elegido a la Cámara de Representantes de la República sw Cuba en Armas. Posteriormente, fue nombrado Director de Hacienda en su región de origen, lugar donde se encontraba cuando lo sorprendió la muerte, a manos del enemigo.

## Fallecimiento
Fue delatado y asesinado por el enemigo, el 4 de abril de 1871, en la prefectura de San Lucas, Sancti Spíritus.